# ۲۹۰ (میلادی)
امام‌‌ زمان 313
۲۹۰ (میلادی) دویست و نودمین سال تقویم میلادی است.

## درگذشتگان
‎